# Rosika Schwimmer
Rosika Schwimmer (Budapest, 11 settembre 1877 – New York, 3 agosto 1948) è stata una politica, diplomatica, attivista pacifista, femminista e suffragetta ungherese.

## Biografia

### Gioventù
Nacque a Budapest, all'epoca nell'impero austro-ungarico, in una famiglia ebrea. Studiò musica e lingue, ma a causa al deterioramento della condizione economica della famiglia, nel 1896 iniziò a lavorare come contabile.

### Attivismo e politica

#### Pacifismo e femminismo prima e durante la Prima guerra mondiale
Nel 1904 fondò con Vilma Glücklich l'Associazione femminista ungherese. Contribuì a fondare il Consiglio nazionale delle donne ungheresi e in seguito organizzò il primo sindacato femminile in Ungheria. Fu membro del consiglio di amministrazione della Società ungherese per la pace. Nel 1909, il Ministro degli Interni la nominò responsabile del benessere dei bambini.
Nel 1913 divenne segretaria corrispondente dell'Alleanza internazionale delle donne (Alliance Internationale des Femmes - AIF). Con la femminista statunitense Carrie Chapman Catt, girò l'Europa tenendo conferenze a favore del suffragio femminile. Fondò il giornale A nő (letteralmente La donna). Nel 1914 si trasferì a Londra e lavorò come corrispondente per diversi giornali europei e come addetta stampa dell'AISF. Allo scoppio della Prima guerra mondiale, non poté tornare in Austria-Ungheria, ma divenne comunque pacifista e si batté per la fine del conflitto. Nello stesso anno si recò negli Stati Uniti d'America per chiedere al Presidente Woodrow Wilson di organizzare una conferenza internazionale politicamente neutrale per fermare la guerra. Nel 1915 partecipò alla creazione del Woman's Peace Party.
Tra il 28 aprile e il 10 maggio 1915 si tenne all'Aia un congresso internazionale delle donne, dove la sua proposta di una conferenza di mediazione tra i governi fu adottata dai partecipanti. Ottenne il sostegno dell'industriale Henry Ford, che noleggiò una "nave della pace" a Stoccolma, in Svezia. Nel giugno 1916 creò il Comitato internazionale per la mediazione immediata. Dopo l'armistizio di Compiègne del 1918, divenne vicepresidente della Lega internazionale delle donne per la pace e la libertà (Women's International League for Peace and Freedom), nata dal congresso del 1915.

#### Ruolo politico ed esilio
Quando l'Ungheria divenne indipendente nel 1918, il primo ministro Mihály Károlyi la nominò ambasciatrice in Svizzera. Quando i comunisti presero il controllo del governo nel 1919, fondando la Repubblica dei Consigli Ungheresi, espresse la sua opposizione e le furono tolti i diritti civili. Nel 1920, dopo che il governo di Miklós Horthy estromise i comunisti, fuggì a Vienna e nel 1921 si trasferì negli Stati Uniti d'America. Si stabilì a Chicago e non tornò mai più in Ungheria, dove ebbe un'influenza decisiva sul coinvolgimento delle donne in politica.
A causa delle sue convinzioni pacifiste, fu etichettata come "socialista". Passò parte del resto della sua vita a rispondere a questi attacchi. Un uomo di nome Fred Marvin la accusò di essere una spia tedesca e un agente bolscevico: lei lo citò in giudizio ed ottenne un risarcimento di 17.000 dollari. Il suo attivismo pacifista le impedì di ottenere la cittadinanza americana e nel 1929 la Corte Suprema si pronunciò sul suo caso con la decisione United States v. Schwimmer (nel 1946, questa decisione fu ribaltata dopo Girouard v. United States). Terminò la sua vita negli Stati Uniti come apolide.
In seguito, cercò di creare un governo mondiale, soprattutto con Lola Mayerick Lloyd. Nel 1935, insieme a Mary Ritter Beard, fondò il Centro mondiale per gli archivi femminili. Nel 1937 riceve il Premio mondiale per la pace. Nel 1947 fu nominata per il Premio Nobel per la pace, ma non ebbe alcuna possibilità di vincerlo perché non fu assegnato l'anno successivo.

### La morte
Morì di polmonite il 3 agosto 1948 a New York.